# Pieter Lagrou
Pieter Lagrou (1968) é um historiador belga especialista em História Contemporânea, com ênfase em temas como a Segunda Guerra Mundial, Resistência e colaboração em ocupações nazistas. No campo da História do Tempo Presente é um dos seus principais teóricos, promovendo discussões sobre a necessidade de não se compreender o campo com um recorte temporal fechado, alargando as reflexões para além do recorte da Segunda Guerra Mundial.

## Trajetória Profissional
Pieter Lagrou é formado em História pela Katholieke Universiteit Leuven, com doutorado pela mesma universidade. Sua tese propôs realizar um análise do trato a heróis, vítimas e mártires da Segunda Guerra Mundial em um estudo comparado entre a Bélgica, França em Holanda. Atualmente é professor de História Contemporânea na Université Libre de Bruxelas e pesquisador associado do Instituto de História do Tempo Presente na França.

## Obra
Pieter Lagrou é especialista na área de História Contemporânea. Seus principais estudos tem como temática a Segunda Guerra Mundial e a História Comparada da memória desse conflito em países europeus. Possui obras publicadas em diversos países como Holanda, França, Reino Unido e Estados Unidos com ênfase em suas análises sobre nazismo e violência de guerra. Suas análises vem contribuindo diretamente para o campo de estudos da História do Tempo Presente, pensando a construção de uma memória "pátria" articulada aos movimentos judaicos que podem reparação pelos crimes cometidos a eles durante o contexto da Segunda Guerra Mundial.

## Principais obras publicadas

### Na Holanda
- 1993: De terugkeer van de weggevoerde arbeiders in België en Nederland, 1945-1955
- 2011: Revoluties onder historici. Gesprekken over internationalisering, democratisering en andere veranderingen in de academische wereld (colaborador)

### Na França
- 2011: Viols en Temps de Guerre (colaborador)

### No Reino Unido
- 2000: The Legacy of Nazi-occupation. Patriotic Memory and National Recovery in Western Europe[5]

### Nos Estados Unidos
- 2006: Europe since 1914. Encyclopedia of the Age of War and Reconstruction